# Varmia
Varmia (o Warmia) (Ermland, en alemán; Warmia, en prusiano antiguo, polaco y latín) fue originalmente un asentamiento prusiano que en el siglo XIII, cuando la Orden Teutónica lo conquistó, pasó a ser una diócesis perteneciente al Estado de la Orden Teutónica. En 1466, con la firma del Segundo Tratado de Toruń, el Estado de la Orden Teutónica tuvo que ceder parte de sus territorios en Prusia. De este modo, Varmia se convirtió en un principado episcopal, dentro de la provincia de Prusia Real, que se había subordinado voluntariamente a la soberanía de la corona polaca. En 1772, como consecuencia de la Primera Partición de Polonia, el Reino de Prusia obtuvo Varmia. Hasta 1945, la región formó parte del Reich alemán.
La localidad más importante de Varmia era Braniewo, siendo el Castillo de Balga otro punto de referencia. La mayor parte del territorio de Varmia perteneció, hasta 1945, a la provincia de Prusia Oriental. Tras la Segunda Guerra Mundial, por medio del Acuerdo de Potsdam, la administración de la región pasó a manos de la República Popular de Polonia, la cual expulsó a la población alemana que había allí. Actualmente, esta región forma parte del voivodato de Varmia y Masuria (Polonia).
La primera alusión documentada a «Warmia» se remonta al año 1249. Se cree que el nombre puede proceder de wormyan o warmun, que significa «rojo» en prusiano antiguo. En 1262 recibe el nombre de «Wormeland» y a principios de 1299 aparece la denominación «Ermelandt», el nombre alemán que designa esta región prusiana.
Cuenta la leyenda que Warmo, el noveno hijo del rey Videvuto, fue quien recibió el territorio situado en Nava (Mariensee) y en Bassora (río Pasłęka) y mandó construir una fortaleza a la que le dio el nombre de Tolo. El nombre alemán «Ermland» procede, según dice la leyenda, de «Ermia», la mujer de Warmo.

## Geografía
Hasta 1945, la diócesis de Varmia abarcaba desde un estrecho litoral que separa el mar y la Laguna del Vístula, continuaba entre Frombork y Braniewo y se extendía en dirección al sudeste hasta los lagos de Masuria alrededor de Allenstein (u Olsztyn) y Rößel (o Reszel). Ocupaba la parte de Prusia Oriental situada actualmente en Polonia: rodeada por Prusia Oriental al sudoeste, Natangia y Barciany al norte y Masuria al sudeste. Los ríos más importantes son el Pasłęka y el Łyna. La diócesis ocupaba una superficie de 4249 km² y estaba compuesta de norte a sur por los distritos de Frombork, Braniewo, Pieniężno, Lidzbark Warmiński, Orneta, Dobre Miasto, Reszel, Jeziorany, Barczewo y Olsztyn.
Las siguientes ciudades, todas fundadas en la Edad Media, formaban parte de la diócesis (nombradas por sus nombres polacos y según su ubicación durante la Edad Media desde la costa hacia el interior): Frombork, Braniewo, Pieniężno, Orneta, Dobre Miasto, Lidzbark Warmiński, Bisztynek, Reszel, Jeziorany, Biskupiec, Barczewo y Olsztyn, actualmente la ciudad más grande de la parte polaca de la antigua Prusia Oriental y la capital del voivodato de Varmia y Masuria.

## Población
En el siglo XIII, lo que más tarde se conocería como Varmia estaba poblado por clanes prusianos: warmianos (al noroeste), pogesanios y galindios (al sur) y natangianos y bartianos (al noreste). Cuando la Orden Teutónica conquistó este territorio, mandó venir a colonos germánicos desde la zona de la costa hacia el interior del país Las dos ciudades de Varmia situadas en el mar Báltico, Frombork y Braniewo, fueron fundadas por colonos llegados de Lübeck (familia Fleming) tras la última gran rebelión de los prusianos en la década comprendida entre 1270 y 1280. Por otro lado, en el centro de Varmia, que no fue poblado hasta la primera mitad del siglo XIV, se establecieron colonos de Silesia, los cuales poseían un dialecto particular, el «silesiano», que se mantuvo hasta el siglo XX (las ciudades de Varmia que pertenecían a la región de Silesia eran Orneta, Dobre Miasto y Lidzbark Warmiński). Por último, durante la segunda mitad del siglo XIV se repoblaron los distritos de Olsztyn, Barczewo, Jeziorany, Reszel y Biskupiec. Los colonos fundaron pueblos nuevos que se sumaron a los ya establecidos por los prusianos. Durante esa época, en Varmia, trataron a los prusianos nativos de manera ejemplar. Tanto el obispo, que residía en Lidzbark Warmiński, como el cabildo catedralicio de Frombork regentaron escuelas sacerdotales para los prusianos. En la corte episcopal de Lidzbark Warmiński se dio trabajo a prusianos en una mesnada episcopal, algunos en altos cargos.
Sin embargo, en la Varmia católica, el prusiano antiguo desaparece ya en el siglo XVI. En el vecino ducado protestante de Prusia, Alberto I de Prusia cultivó el prusiano antiguo: ordenó que se realizaran traducciones y que los pastores estudiaran este idioma.
Las guerras del siglo XV devastaron con especial crudeza la zona sur de Varmia y acarrearon grandes pérdidas de población. Además, durante los siglos XV y XVI, debido a las circunstancias (guerras de religión), no había apenas colonos que pudieran llegar desde Alemania. Por ello, la administración de Varmia buscó inmigrantes en la vecina Prusia, en la Mazovia polaca. Estos formaron, a partir del polaco, un dialecto propio de Varmia que fue el predominante en la zona rural del sureste de Varmia, especialmente, en el distrito de Olsztyn. Este dialecto sobrevivió incluso a la época del Tercer Reich, pero no así a la República Popular de Polonia.
Sin embargo, tras la Tercera Partición de Polonia (1795), la minoría polacoparlante de Varmia no se sentía parte de Polonia como tal. Eran súbditos leales del príncipe-obispo y del cabildo catedralicio de Varmia y, más tarde, sobre todo del Rey de Prusia (dinastía Hohenzollern). De este modo, en las elecciones de 1920, la mayoría votó a favor de que el sur de Varmia permaneciera en Prusia Oriental. En el periodo de entreguerras, en algunos pueblos de esta zona existieron escuelas de habla polaca protegidas por el Estado alemán. Tras el asalto de las tropas nazis al territorio de Polonia del 1 de septiembre de 1939, estas escuelas fueron clausuradas y numerosos activistas y maestros polacos arrestados. Muchos de ellos perecieron posteriormente en campos de concentración nazis. Además, después de 1945 muchos polacoparlantes de Varmia, en calidad de Heimatvertriebene (expulsados y refugiados) o de Spätaussiedler (emigrantes tardíos), abandonaron su lugar de origen para asentarse en la República Federal de Alemania o, en casos particulares, en la República Democrática Alemana.

## Historia

### Estado de la Orden Teutónica
Los Caballeros Teutónicos conquistaron los territorios warmianos desde la ciudad de Kwidzyn: Elbląg cayó en 1237 y Braniewo y Balga en 1239. Mediante la Bula de Oro de Rieti del 3 de agosto de 1234, el papa Gregorio IX, tras la exitosa labor de cristianización y conquista, transfirió las tierras prusianas al Gran Maestre de la Orden Teutónica «en eterna y plena posesión». La Santa Sede mantuvo, aun así, el poder eclesiástico y por ello, el 29 de julio de 1243, el papa Inocencio IV encomendó al legado pontificio Guillermo de Módena la creación de cuatro diócesis en la parte prusiana del Estado de la Orden Teutónica: Varmia, Chełmno, Pomesania y Sambia (Ermland, Kulm, Pomesanien y Samland según su denominación original en alemán). Para darle nombre a estas diócesis se basaron en los nombres de los antiguos territorios prusianos.
En 1250, Anselmo, sacerdote de la Orden, fue consagrado obispo de Varmia, cargo que se otorgaba por primera vez. El obispo de Varmia, tal y como estableció el papa, podía ejercer su poder sobre dos tercios de los distritos que componían el territorio. Así, eligió Braniewo, Lidzbark Warmiński, Orneta, Dobre Miasto, Reszel, Jeziorany y Barczewo. El cabildo catedralicio se encargó de la administración de los tres distritos restantes. Además, el obispo nombró a los 16 clérigos que componían este cabildo líderes espirituales de toda la diócesis. Inicialmente, la sede del cabildo se ubicó en Braniewo y a partir de 1284 se trasladó a Frombork. La primera sede episcopal estuvo situada desde 1341 hasta 1350 en Orneta. Más tarde y hasta 1795, los obispos residieron en el Castillo de Lidzbark Warmiński. En Prusia, entre 1795 y 1945, la sede episcopal se encontraba en Frombork.

### Principado Episcopal
En 1278, Henryk Fleming fue nombrado obispo de Varmia, iniciándose así un periodo en el que la diócesis de Varmia obtuvo una posición privilegiada. A partir de Henryk, ninguno de los obispos o miembros del cabildo que se designaron eran integrantes de la Orden Teutónica. De este modo, Varmia pudo desligarse en gran medida de la autoridad de la Orden y dominar su territorio. La diócesis seguía formando parte de la Orden Teutónica. Sin embargo, la Orden solo se encargaba de la representación de cara al exterior y de la defensa militar y tenía derecho a designar algún miembro del cabildo. En 1356, mediante la Bula de Oro promulgada por el emperador Carlos IV, el obispo de Varmia fue nombrado príncipe del Sacro Imperio Romano Germánico, un título que solo era concedido a los Grandes Maestres de la Orden Teutónica después de la desaparición del Estado de la Orden Teutónica. Como muestra de su capacidad de actuar de manera autónoma, los obispos fundaron pueblos y ciudades y concedieron fueros, medidas que la Orden Teutónica llevaba a cabo en el resto de diócesis.

#### Principado Episcopal (protectorado polaco)

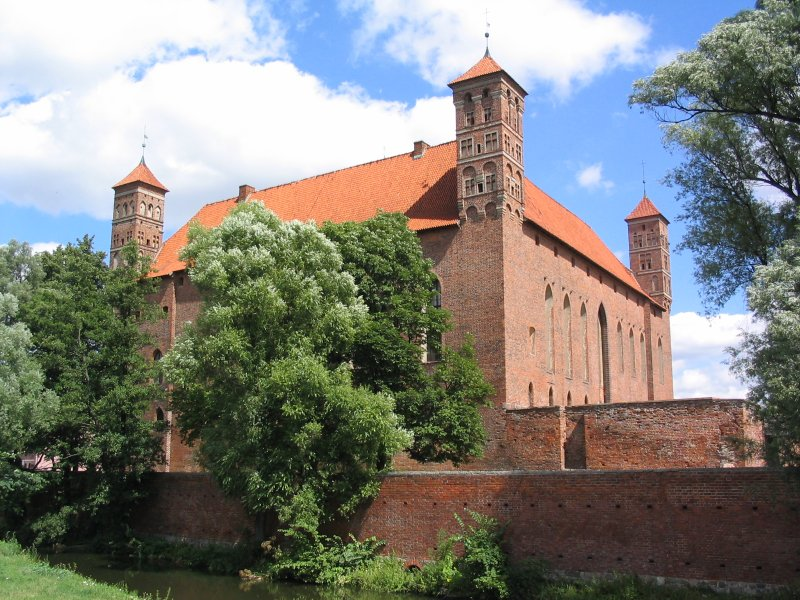
Castillo de Lidzbark Warmiński

Durante la Guerra de los Trece Años (1454–1466) Varmia se vio sumida en el conflicto entre los frentes de la Confederación de Prusia (que quería liberarse del señorío de la Orden Teutónica y que tenía el apoyo de Polonia) y la Orden Teutónica. El cabildo catedralicio no tardó en mostrar su apoyo a la alianza con Polonia. Sin embargo, el obispo Franz Kuhschmalz se puso de parte de la Orden Teutónica. En 1461, el sucesor de Kuhschmalz, el obispo Paul von Legendorf, para favorecer la soberanía de la diócesis, firmó un acuerdo de neutralidad con la Orden. El rey polaco Casimiro IV, el cual quería debilitar a la Orden, aprovechó la ocasión para, en 1464, proclamar la independencia de la diócesis. Mediante el Segundo Tratado de Toruń (1466), el cual ratificó la derrota de la Orden, el rey polaco rompió su promesa y subordinó la diócesis al poder polaco. Rompió además, en la siguiente oportunidad que tuvo, otra promesa al no permitir al cabildo catedralicio de la catedral elegir un obispo. Tras la muerte del obispo Paul von Legendorf, el rey intentó impedir que se eligiera como sucesor a Nikolaus von Tüngens y que se eligiera a su propio candidato. De este modo, estalló la «Guerra de los Sacerdotes» (1467-1479) entre Polonia y la diócesis de Varmia, que se alió con la Orden Teutónica y el rey de Hungría. Con la firma en 1479 del tratado de Petrikau, Polonia tuvo que legitimar la elección de Nikolaus von Tüngens y la condición de principado episcopal de Varmia. Varmia, a su vez, tuvo que jurar lealtad al rey polaco.
En 1488, el papa declaró que esta diócesis, fundada desde Roma e inicialmente bajo la jurisdicción directa de la sede apostólica (si bien ahora sujeta al concordato alemán), sería considerada eximida. En 1512, el principado episcopal de Varmia fue situado bajo la autoridad directa del papa como diócesis eximida. Aún se reconocía esta exención en 1821 y perduró hasta el siglo XX.

### Reforma protestante
En 1525, el Estado de la Orden Teutónica fue secularizado y se adhirió al protestantismo. El gobierno episcopal de Varmia, por el contrario, se aferró a su fe católica. El obispo Mauritius Ferber, mediante un decreto, prohibió que personas no católicas tuvieran su domicilio permanente en la diócesis. Bajo el mandato del obispo Lucas Watzenrode, el principado episcopal, que hasta ese momento había estado eclesiásticamente subordinado al arzobispo de Riga, fue eximido, es decir, pasó a ser subordinado directo de la Santa Sede, condición que se mantuvo hasta el siglo XX ininterrumpidamente. Incluso un príncipe-obispo de Varmia, Stanislaus Hosius (1551–1579), fue uno de los principales impulsores de la Contrarreforma en Polonia. Este príncipe-obispo fundó el Lyceum Hosianum, que se convertiría en la espina dorsal de la formación sacerdotal en Varmia, y promovió la creación del monasterio de Święta Lipka.

### Edad Moderna
Durante la Segunda Guerra Nórdica (1655-1660), también conocida como Segunda Guerra Sueco-Polaca, el rey Carlos X Gustavo de Suecia concedió a Varmia, por un corto periodo de tiempo, la independencia total con respecto a Polonia como principado episcopal laico. Sin embargo, mediante al Tratado de Wehlau de 1657, Polonia logró recuperar el dominio de Varmia. Varmia perdió por completo su soberanía en 1772 con la primera partición de Polonia, la cual significó el fin del Reino de Prusia. De nada sirvió que Ignacy Krasicki, el último príncipe-obispo, comunicara su desacuerdo al papa. La diócesis de Varmia se mantuvo eximida.
Cuando Varmia pasó a formar parte de Prusia, la diócesis perdió el estatus de principado episcopal. A partir de ese momento, Varmia solo sería el nombre de una diócesis. Con respecto a la administración estatal, el nombre desapareció y Varmia fue dividida en cuatro distritos dentro del Reino de Prusia. Estos, según su nombre original en alemán, eran Braunsberg, Heilsberg, Rößel y Allenstein.
La institución de la diócesis de Varmia (Episcopatus Warmiensis) sobrevivió a pesar del cambio de dominio (en 1945, su soberanía pasó de manos alemanas a manos polacas) y de que la mayoría de los alemanes fueran expulsados. No obstante, de 1946 a 1972 fueron vicarios o representantes apostólicos quienes se encargaron, de manera provisional, de la administración. Durante la conquista de Prusia Oriental por el Éjercito Rojo soviético, las autoridades alemanas consiguieron, en un primer momento, que Maximilian Kaller, último obispo alemán de Varmia, huyera a Occidente. Sin embargo, regresó por sí mismo a su diócesis cuando las operaciones militares cesaron. Solo para que, justo después, el primado del cardenal de Polonia, August Hlond, le obligara a renunciar al cargo de obispo (de la parte de Varmia perteneciente a Polonia). En el año 1946, el papa Pío XII le autorizó de manera especial a ejercer de guía espiritual de los Heimatvertriebene (expulsados y refugiados) de toda la diócesis (ya que seguía poseyendo el título de obispo de la parte de Varmia que estaba ahora bajo dominio soviético). Se dedicó, entre otras cosas, a la creación de la «Casa de Varmia» (primero en Rulle, después en la finca Honeburg de Haste y desde 1961 en Münster) que serviría como lugar de encuentro entre los habitantes de Varmia expulsados y los miembros de la asociación juvenil Gemeinschaft Junges Ermland (Gje). En 1992, Varmia pasó a ser un arzobispado. Además, a nivel gubernativo, Vamia volvió a tomar la forma de voivodato y, a partir de 1999, pasó a ser el Województwo warmińsko-mazurskie, es decir, el voivodato de Varmia y Masuria.

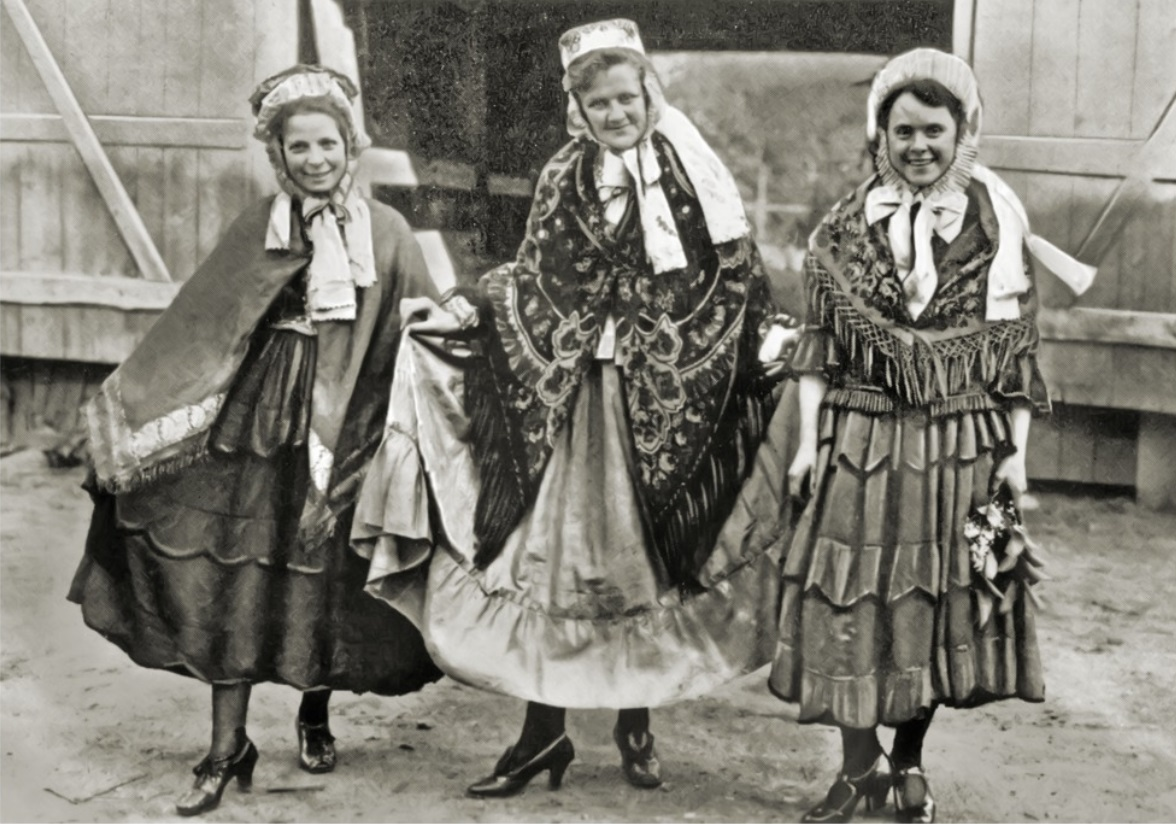
Muchachas vistiendo el traje regional de Varmia

## Personajes ilustres
- Nicolás Copérnico, astrónomo, matemático, médico, canónigo y administrador.

- Daniel Bärholz, poeta barroco.
- Regina Protmann, fundadora de la congregación de las Hermanas de santa Catarina (Katharinenschwestern, en alemán), beata.
- Erich Mendelsohn, arquitecto.
- Hans-Jürgen Wischnewski, político (SPD)
- Hugo Haase, político (SPD y USPD)
- Georg Hermanowski, escritor, periodista.
- Georg Sterzinsky, cardenal y arzobispo de Berlín.
- Gerd-Helmut Komossa, director de la Oficina de Contrainteligencia Militar de Alemania (MAD, según sus siglas en alemán) de 1977 a 1980.
- Rainer Barzel, político (CDU).
- Hartmut Bagger, general y jefe de Estado Mayor de la Bundeswehr («Defensa Federal»).
- Hans Kramer, guardabosques jefe y responsable de la caza de alces del distrito.
- Wolf Lepenies, sociólogo, político (ciencias) y escritor científico.
- Feliks Nowowiejski, compositor y director de orquesta.
- Hermann Ganswindt, inventor y científico alemán, pionero en proponer los vuelos espaciales
- Ernst Josef Fittkau, zoólogo.
- Gerhard Fittkau, teólogo.
- Friedrich Ernst Dorn, físico.
- Eva Maria Sirowatka, escritora.
- Eugen Drewello, jurista administrativo.
- Arthur Kather, vicario capitular.
- Josef Felix Pompeckj, paleontólogo y geólogo.
- Adrian Kasnitz, escritor.
- Klaus-Joachim Zülch, neurólogo.
- Wolfgang Gesemann, balcanólogo.
- Josef Engling, miembro del Movimiento Apostólico de Schoenstatt.
- Stephan Foremny, compositor y director de coro.
- Brigitte Poschmann, archivera e historiadora.

Algunas de las figuras más célebres de la cátedra episcopal de Varmia son Lucas Watzenrode, tío del astrónomo Nicolás Copérnico, y Enea Silvio Piccolomini, quien posteriormente se convertiría en el papa Pío II. También son dignos de mención el historiador y erudito Martin Cromer así como el cardenal Stanislaus Hosius, que concibió (junto a otros pensadores) y cofundó la Contrarreforma europea que se inició con el Concilio de Trento.
Tienen antepasados procedentes de Varmia...
- Rainer Maria Woelki, cardenal y arzobispo de Colonia.
- Horst Eberlein, nombrado obispo auxiliar y obispo titular de Tiesi.
- Winfried Kretschmann, jefe de Gobierno (Ministerpräsident) del estado federado de Baden-Württemberg
- Stefan Zekorn, obispo de Münster.
- Petra Reski, periodista y escritora.
- Paul Hoppe, vicario capitular.
- Isolde Hausser, física.
- Matthias Foremny, director de orquesta y profesor universitario alemán